# Attaque à la bombe incendiaire de Douvres
L'attaque à la bombe incendiaire de Douvres est survenu le 30 octobre 2022 lorsqu'un attentat à la bombe incendiaire a été perpétré contre un centre des forces frontalières pour le traitement des migrants à Douvres, dans le Kent, en Angleterre. Deux personnes ont été légèrement blessées et l'agresseur s'est suicidé peu après l'attaque.

## Attaque
Vers 11 h 20 GMT le 30 octobre 2022, un homme a conduit un véhicule utilitaire sport SEAT blanc au centre des forces frontalières de Douvres, dans le Kent, et a lancé deux ou trois cocktails molotov sur le complexe. L'une des bombes n'a pas réussi à s'enflammer. Un témoin a déclaré que l'agresseur s'est alors rendu à une station-service et a attaché un nœud coulant autour de son cou avant de partir, se suicidant,.

## Enquête
La police du Kent a déclaré que deux ou trois appareils avaient été jetés dans un établissement du Home Office et que des enquêtes étaient en cours. Ils n'ont pas été en mesure de confirmer que l'agresseur s'était suicidé.
Une unité de déminage de l'armée a été envoyée sur le site de l'attaque et à la station-service de Limekiln Road pour examiner un véhicule suspect, où un autre appareil a été trouvé et ensuite sécurisé par l'unité de neutralisation des explosifs et munitions.